# Paille (couleur)
Pour les articles homonymes, voir Paille (homonymie).

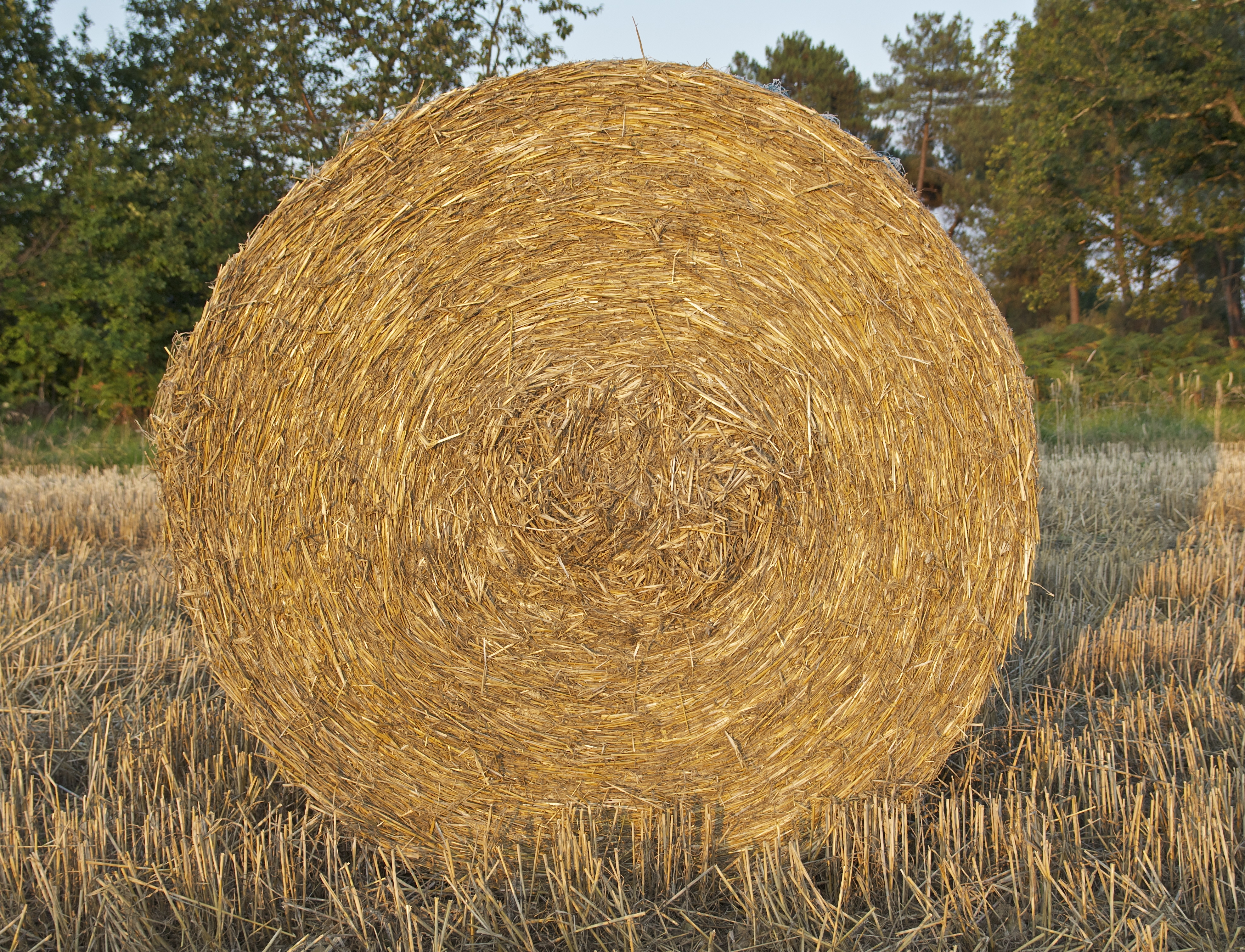
Meule de Paille

Jaune paille ou paille sont des noms de couleur, d'un usage général pour désigner des nuances de jaune pâle qui peuvent être légèrement grisâtres, en référence à la couleur de la paille, la tige sèche des céréales coupée après la récolte.
Jaune paille s'applique aussi bien à des objets naturels, roches, fleurs, ou fabriqués comme des vins ou des tissus, qu'à des cheveux blonds.
Dans les nuanciers, on trouve en couleurs pour les arts graphiques 031 jaune paille ; en peinture pour la décoration Paille, jaune paille ; en papier coloré PC901014 Jaune paille.

## Histoire
L'expression jaune paille est attestée au début du XVIIe siècle dans une description de vêtement. Le jaune paille figure dans la liste des nuances du jaune du Dictionnaire universel d'Antoine Furetière, à la fin de ce siècle.
Au XIXe siècle, Michel-Eugène Chevreul a entrepris de situer les couleurs les unes par rapport aux autres et par rapport aux raies de Fraunhofer. Paille se trouve dans la liste des « Noms de couleur le plus fréquemment usités dans la conversation et dans les livres », et le Paille sur soie du fabricant Guignon est 3 orangé-jaune 2 ton. Les couleurs Maïs  (4 ton) et Bouton d'or (7 ton) du même commerce, et Or (10 ton) sur soie de Tuvée et Casimir (3 ton)de Bertèche, Bonjean et Chesnon n'en diffèrent que par la clarté ; les couleurs de ton inférieur à 8, plus claires, sont lavées de blanc. Chevreul cote le Paille de Tuvée 5 orangé-jaune 4 ton, avec ce commentaire « La couleur d'une paille, que l'on peut prendre pour type, est 3 orangé-jaune souvent rabattue à 1/10 ou 2/10 ton (grisée) ».

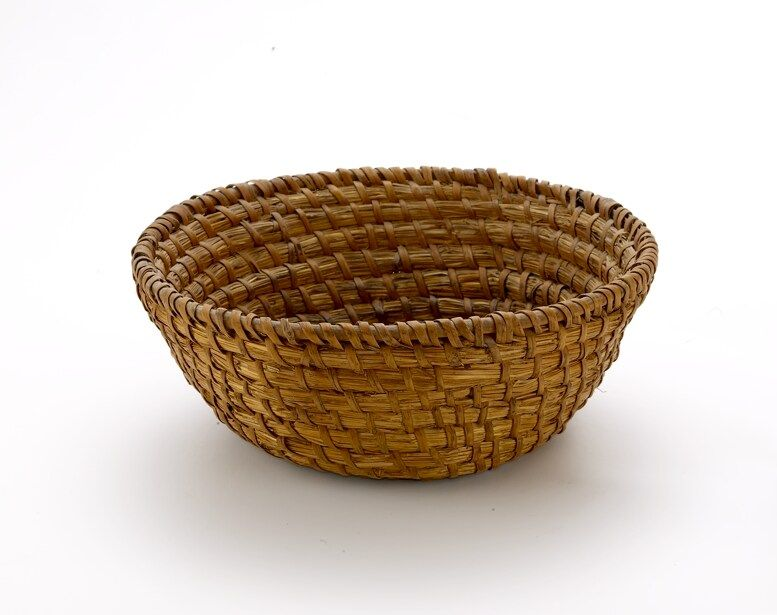
Vannerie en paille de seigle.

Le Répertoire de couleurs de la Société des chrysanthémistes publié en 1905 donne quatre tons de la couleur jaune paille, « couleur observée sur les chaumes des céréales (la paille de seigle en particulier ».